# Gary Hall junior
Gary Hall junior (* 26. September 1974 in Cincinnati) ist ein US-amerikanischer ehemaliger Schwimmer.
Bei den Olympischen Spielen 1996 in Atlanta gewann er mit der US-Staffel zwei Goldmedaillen; weitere Medaillen gewann er bei den Olympischen Spielen 2000 in Sydney und 2004 in Athen. Er gewann fünf Gold-, drei Silber- und zwei Bronze-Olympiamedaillen.
Am 7. Januar 2025 verlor Hall sein Haus und seine Olympiamedaillen bei einem Feuer während der Waldbrände in Südkalifornien im Januar 2025.
Halls Vater Gary Hall senior war ebenfalls ein erfolgreicher Schwimmer und gewann bei den Olympischen Spielen 1972 in München die Silbermedaille über 200 m Schmetterling und 1976 bei den Olympischen Spielen in Montreal die Bronzemedaille über 100 m Schmetterling. Bei der Eröffnungsfeier 1976 in Montreal trug dieser beim Einmarsch der Athleten den damals zweijährigen Gary Hall junior auf dem Arm.